# 加利欽 (別爾季切夫區)
49°59′32″N 28°39′0″E / 49.99222°N 28.65000°E
哈利琴（烏克蘭語：Гальчин），是烏克蘭的村落，位於該國北部日托米爾州，由別爾季切夫區負責管轄，始建於1605年，面積1.92平方公里，海拔高度234米，2001年人口310。